# Weberbauerocereus longicomus
Weberbauerocereus longicomus es una especie de planta fanerógama de la familia Cactaceae. 

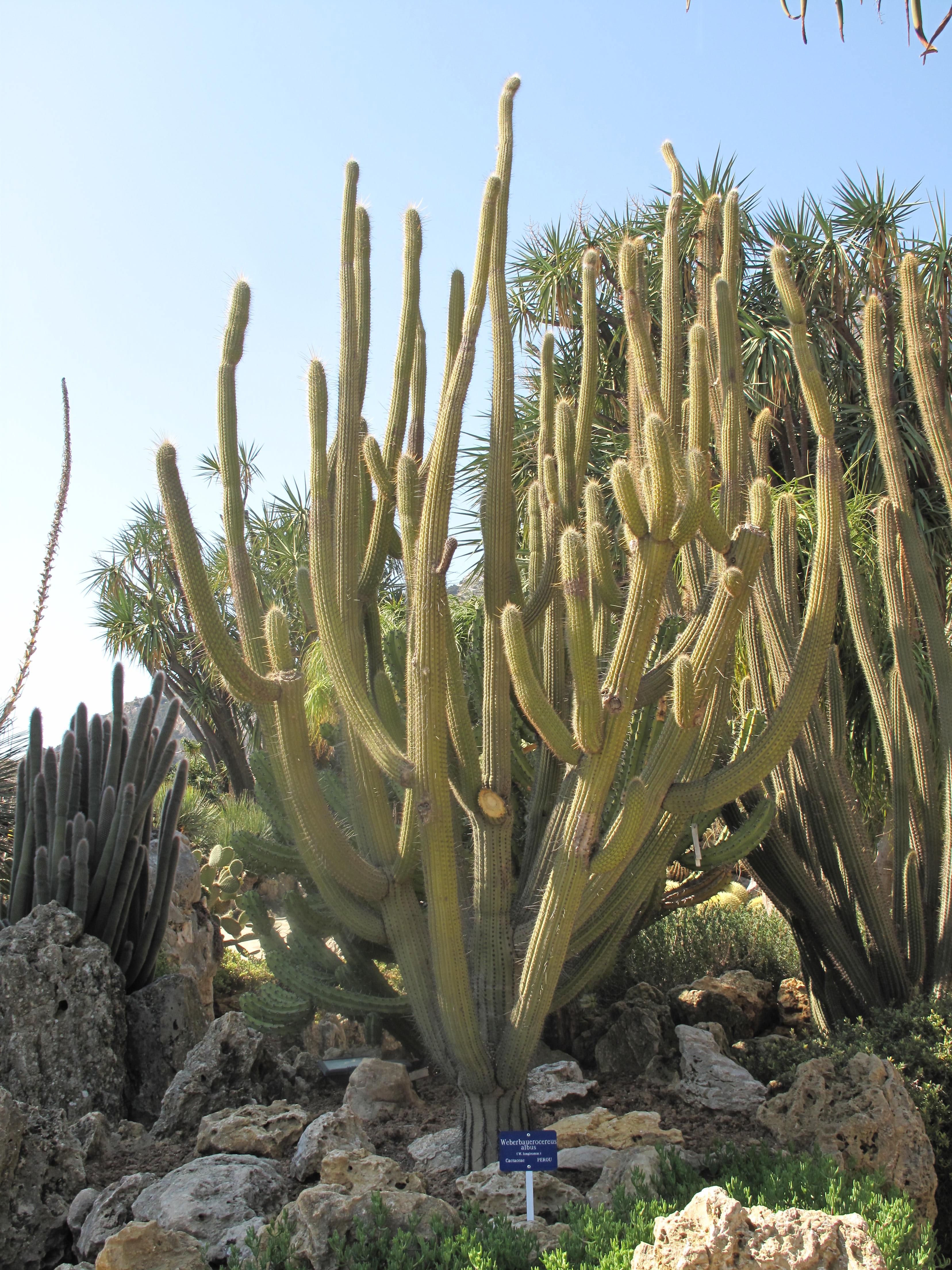
Vista de la planta

## Distribución
Es endémica de Cajamarca en Perú. Es una especie inusual en las colecciones.

## Descripción
Es una planta perenne carnosa, arbolada con tallos de color verde ramificado que alcanza diámetros de 8 centímetros y una altura de hasta 6 metros. Las 15 a 18 costillas son de 1 centímetro de alto. Las areolas son marrones con uno a dos espinas centrales y de 15 a 25 espinas radiales. Las espinas centrales son muy fuertes, de ligero color amarillo pardusco y de 5 a 10 milímetros de largo. Las espinas radiales son de amarillo pálido a pardusco de hasta 10 milímetros de largo. Las flores son algo fragantes y abren por la noche, pero permanecen abiertas hasta la mañana siguiente. Alcanzan hasta 12 centímetros de largo y tiene un diámetro de 5,5 a 7,5 centímetros. Su floración son de color blanco a rosa. Los frutos son esféricos de color verdoso a rojizo y alcanzan diámetros de hasta 3 centímetros, están densamente cubiertos con lana.

## Taxonomía
Weberbauerocereus longicomus fue descrita por Friedrich Ritter y publicado en Kakteen und Andere Sukkulenten 7: 117. 1962.
Etimología
Weberbauerocereus: nombre genérico que fue nombrado en honor del investigador peruano August Weberbauer.
Sinonimia
- Haageocereus longicomus
- Weberbauerocereus albus
- Haageocereus albus